# Ahmetbeyler, Bergama
Ahmetbeyler là một xã thuộc huyện Bergama, tỉnh İzmir, Thổ Nhĩ Kỳ. Dân số thời điểm năm 2010 là 277 người.